# Бегониевые
Бего́ниевые (лат. Begoniaceae) — семейство растений из класса двудольных, подкласса диллениидов. В некоторых дореволюционных источниках, например в «ЭСБЕ», описываются как Бегониацеи.

## Ботаническая характеристика
Травы, кустарники или полукустарники, часто с клубнями, с очередными неравносторонними кососердцевидными или яйцевидными листьями с опадающими прилистниками; различные по размеру, часто волосисто опушённые. Цветорасположение двураздельное (дихазий) или завиткообразное. Цветки зачастую ярко окрашенные, раздельнополые, зигоморфные, реже правильные. Околоцветник, как правило, целиком венчиковидный двойной или простой. Чашелистиков, лепестков или листочков околоцветника 2—5, свободных. Тычинок много, в нескольких кругах, свободных или при основании сросшихся. Завязь нижняя, 3—5-гнездная, с 1—3 рёбрами, рожками или крыльми. Семязачатков много, анатропных, с двумя интегументами. Стиплодии глубоко двураздельные, с винтообразнымо закрученными ветвями. Плацентация центрально-угловая с сильным развитием вильчатых или лопастных плацент. Плод — коробочка, вскрывающаяся по гнёздам или ягода. Семена многочисленные, мелкие, со слабо развитым эндоспермом и пунктированной семенной кожурой. Побеги и листья легко регенерируют.
Бегониевые обладают большим числом своеобразных признаков, затрудняющих установление их родственных связей.

## Ареал
Бегониевые свойственны тропическому поясу Америки, Азии и Африки. Более 1600 видов, относящихся к двум родам, из которых важнейший бегония.